# Хилларп Перссон, Тигер
Тигер Хилларп Перссон (швед. Tiger Hillarp Persson; род. 28 октября 1970, Мальмё) — шведский шахматист, гроссмейстер (1999), тренер ФИДЕ (2020).
Двукратный чемпион Швеции (2007—2008). В составе сборной Швеции участник 8-и Олимпиад (1996—1998, 2002—2010, 2014) и 4-х командных чемпионатов Европы (1999, 2005—2007, 2015).

## Изменения рейтинга
| Графики недоступны из-за технических проблем. См. информацию на Фабрикаторе и на mediawiki.org. |